# Britt-Mari lättar sitt hjärta
Britt-Mari lättar sitt hjärta är Astrid Lindgrens debutroman från 1944. Med den vann hon andra pris i en flickbokstävling som bokförlaget Rabén & Sjögren utlyst.

## Handling
Boken handlar om den käcka Britt-Mari Hagström som får sin mammas gamla skrivmaskin. "Har man en ko måste den mjölkas, har man ett piano måste man spela och – minsann – har man en skrivmaskin måste man skriva på den." menar hon och skaffar sig brevvännen Kajsa, för vilken hon berättar om sitt liv i småstaden Småstad under 1940-talet.
Britt-Mari lättar sitt hjärta är en brevroman, där man bara får följa den ena partens brev; hela boken består av Britt-Maries brev till Kajsa, men vi får inte läsa Kajsas svar, och inte heller refererar Britt-Mari till Kajsas brev i sina egna.